# 픽셀 C
픽셀 C(Pixel C)는 구글이 개발하고 마케팅한 10.2인치 안드로이드 태블릿이다. 이 장치는 2015년 9월 29일 한 미디어 이벤트에서 모습을 드러냈다.

## 사양

### 하드웨어
픽셀 C는 엔비디아 엔비디아 테그라 옥타 코어 SoC(시스템 온 칩)의 지원을 받으며 ARM의 빅리틀 아키텍처, 더 빠른 4코어에 기반을 두고 있으나 다른 4개는 속도가 더 느리고 전원 절약형으로 설계되었다. 3 GB의 RAM을 갖추고 있으며 32 GB, 64 GB 스토리지로 구매가 가능하다. 픽셀 C는 10.2 인치의 2560×1800 해상도의 IPS 패널을 갖추고 있으며 화소 밀도는 308 ppi이다.
픽셀 C용의 선택적인 키보드 액세서리를 구매할 수 있다. 이 태블릿은 힌지를 통해 자석으로 키보드에 부착할 수 있으며 스토리지를 위해 태블릿의 전면이나 후면에 부착할 수 있다. 이 키보드는 블루투스를 통해 연결되며 배터리의 전원 공급을 받는다. 즉, 키보드가 태블릿 앞쪽에 연결되면 태블릿 자체적으로 전기 유도 방식으로 충전이 가능하다.

### 소프트웨어
픽셀 C는 안드로이드 6.0.1 마시멜로와 함께 출시되었다. 안드로이드 7.0 "누가"는 8월 22일 여러 장치들 가운데 픽셀 C용으로 출시되었다. 구글은 2016년 12월 픽셀 C용으로 안드로이드 7.1.1 누가를 출시하였다.
안드로이드 7.1.2는 2017년 3월에 출시되었다. 픽셀 렃너와 시스템 UI를 추가하고 새로운 격자 기반 레이아웃과 함께 최근 앱 메뉴를 재설계했다.
그러나 픽셀 C를 구동하는 픽셀 런처는 픽셀 전화가 구동하는 런처와는 분리된 것으로 보고되었다.
구글은 2017년 8월에 픽셀 C용 안드로이드 8.0 오레오를 출시하였다.

## 같이 보기
- 구글 넥서스